# Diócesis de San Rafael
La diócesis de San Rafael (en latín: Dioecesis Fororaphaëliensis) es una circunscripción eclesiástica de la Iglesia católica en Argentina. Se trata de una diócesis latina, sufragánea de la arquidiócesis de Mendoza. Desde el 13 de febrero de 2025 la Diócesis se encuentra en Sede Vacante, debido a la renuncia de Monseñor Carlos María Domínguez. El Papa Francisco nombró como Administrador Apostólico a Monseñor Marcelo Mazzittelli, Obispo Auxiliar de Mendoza.

## Territorio y organización

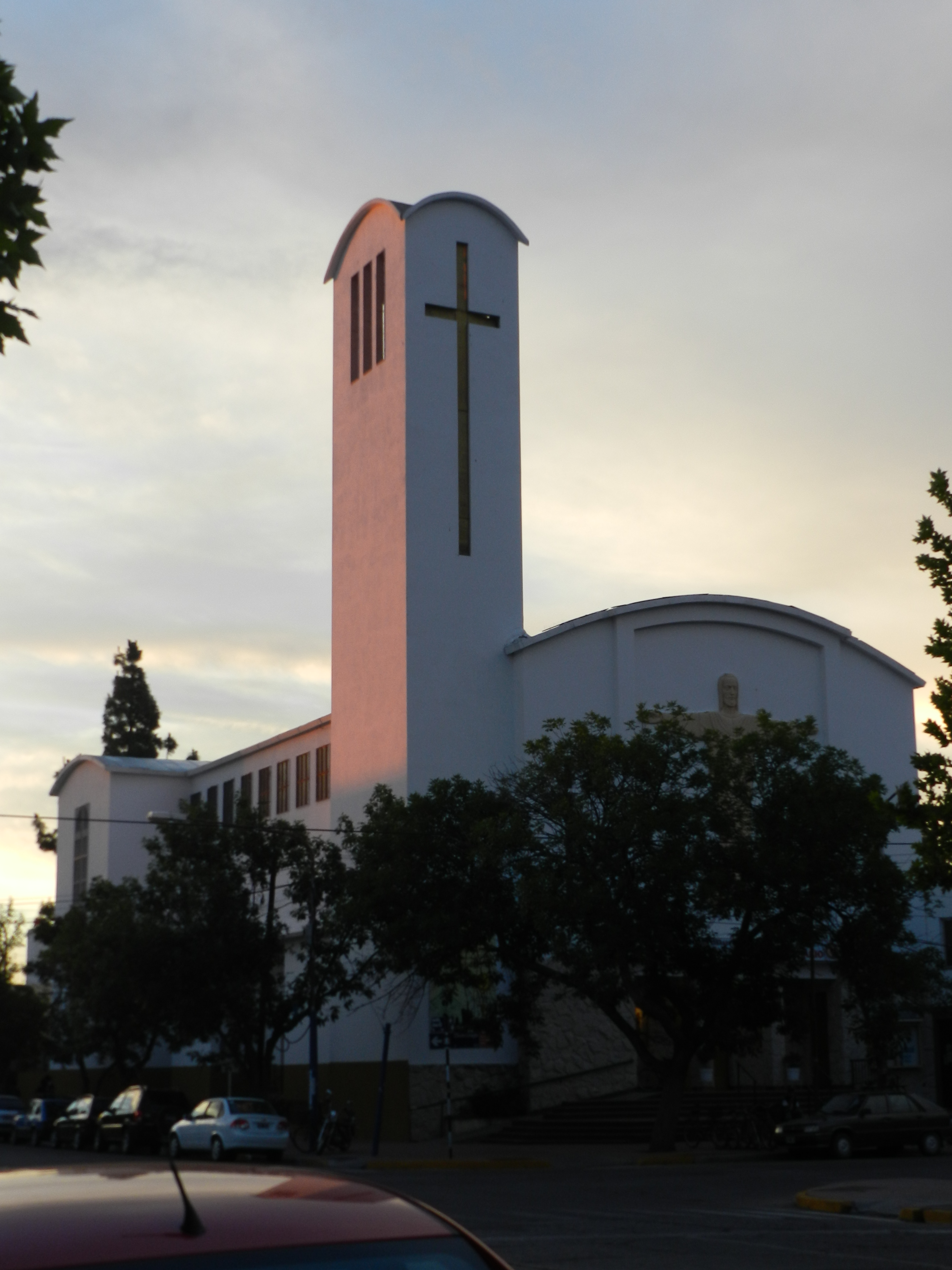
Parroquia del Sagrado Corazón de Jesús, en General Alvear

La diócesis tiene 87 286 km² y extiende su jurisdicción sobre los fieles católicos de rito latino residentes en la provincia de Mendoza en los departamentos de: General Alvear, Malargüe y San Rafael.
La sede de la diócesis se encuentra en la ciudad de San Rafael, en donde se halla la Catedral de San Rafael Arcángel.
En 2020 en la diócesis existían 30 parroquias y 5 cuasiparroquias o vicarías.

## Historia
La diócesis fue erigida el 10 de abril de 1961 con la bula Ecclesia Christi del papa Juan XXIII, obteniendo el territorio de la arquidiócesis de Mendoza.
El 12 de octubre de 1962, con la carta apostólica Omnis maculae, el papa Juan XXIII proclamó a la Santísima Virgen María de Lourdes y al arcángel Rafael como patronos principales de la diócesis, ya san José como patrono secundario.

## Estadísticas
Según el Anuario Pontificio 2021 la diócesis tenía a fines de 2020 un total de 251 237 fieles bautizados.
| Año                                                                             | Población            | Población | Población      | Sacerdotes | Sacerdotes    | Sacerdotes    | Bautizados por sacerdote | Diáconos permanentes | Religiosos | Religiosos | Parroquias |
| Año                                                                             | Bautizados católicos | Total     | % de católicos | Total      | Clero secular | Clero regular | Bautizados por sacerdote | Diáconos permanentes | Varones    | Mujeres    | Parroquias |
| ------------------------------------------------------------------------------- | -------------------- | --------- | -------------- | ---------- | ------------- | ------------- | ------------------------ | -------------------- | ---------- | ---------- | ---------- |
| 1966                                                                            | 160 000              | 210 000   | 76.2           | 23         | 15            | 8             | 6956                     |                      | 15         | 30         | 12         |
| 1970                                                                            | 150 000              | 191 982   | 78.1           | 27         | 19            | 8             | 5555                     |                      | 18         | 35         | 14         |
| 1976                                                                            | 158 000              | 198 000   | 79.8           | 18         | 11            | 7             | 8777                     | 1                    | 15         | 34         | 17         |
| 1980                                                                            | 212 000              | 246 000   | 86.2           | 23         | 13            | 10            | 9217                     | 1                    | 17         | 36         | 16         |
| 1990                                                                            | 269 000              | 296 000   | 90.9           | 62         | 55            | 7             | 4338                     |                      | 12         | 47         | 38         |
| 1999                                                                            | 211 000              | 249 000   | 84.7           | 93         | 68            | 25            | 2268                     |                      | 181        | 39         | 28         |
| 2000                                                                            | 205 000              | 252 000   | 81.3           | 110        | 74            | 36            | 1863                     |                      | 192        | 39         | 28         |
| 2001                                                                            | 200 000              | 246 000   | 81.3           | 105        | 70            | 35            | 1904                     |                      | 193        | 39         | 28         |
| 2002                                                                            | 200 000              | 246 000   | 81.3           | 108        | 74            | 34            | 1851                     |                      | 192        | 39         | 28         |
| 2003                                                                            | 195 500              | 230 000   | 85.0           | 81         | 77            | 4             | 2413                     |                      | 12         | 40         | 28         |
| 2004                                                                            | 195 500              | 230 000   | 85.0           | 91         | 78            | 13            | 2148                     |                      | 21         | 40         | 28         |
| 2010                                                                            | 213 000              | 249 000   | 85.5           | 106        | 66            | 40            | 2009                     |                      | 139        | 115        | 29         |
| 2014                                                                            | 221 000              | 261 834   | 84.4           | 98         | 63            | 35            | 2255                     |                      | 129        | 130        | 28         |
| 2017                                                                            | 224 300              | 270 000   | 83.1           | 96         | 67            | 29            | 2336                     |                      | 204        | 138        | 29         |
| 2020                                                                            | 251 237              | 295 573   | 85.0           | 98         | 67            | 31            | 2563                     |                      | 193        | 172        | 30         |
| 2022                                                                            | 252 970              | 301 150   | 84.0           | 106        | 69            | 37            | 2386                     |                      | 143        | 179        | 31         |
| Fuente: Catholic-Hierarchy, que a su vez toma los datos del Anuario Pontificio. |                      |           |                |            |               |               |                          |                      |            |            |            |

## Episcopologio
- Raúl Francisco Primatesta † (12 de junio de 1961-16 de febrero de 1965 nombrado arzobispo de Córdoba)
- Jorge Carlos Carreras † (12 de junio de 1965-19 de julio de 1969 nombrado obispo de San Justo)
- Oscar Félix Villena † (11 de febrero de 1970-11 de abril de 1972 renunció)
  - Olimpo Santiago Maresma (11 de abril de 1972-20 de enero de 1973) (administrador apostólico)
- León Kruk † (20 de enero de 1973-7 de setiembre de 1991 falleció)
- Jesús Arturo Roldán † (9 de noviembre de 1991-31 de mayo de 1996 falleció)
  - Cándido Genaro Rubiolo (1 de marzo de 1996-31 de mayo de 1996) (administrador apostólico sede plena)
  - Cándido Genaro Rubiolo (31 de mayo de 1996-20 de febrero de 1997) (administrador apostólico sede vacante [5]
- Guillermo José Garlatti (20 de febrero de 1997-11 de marzo de 2003 nombrado arzobispo de Bahía Blanca)
- Eduardo María Taussig (21 de julio de 2004-5 de febrero de 2022 renunció)
- Carlos María Domínguez, O.A.R., desde el 11 de febrero de 2023-13 de febrero de 2025 renunció)
  - Marcelo Fabián Mazzitelli (desde el 13 de febrero de 2025) (administrador apostólico sede vacante)

## Galería de imágenes

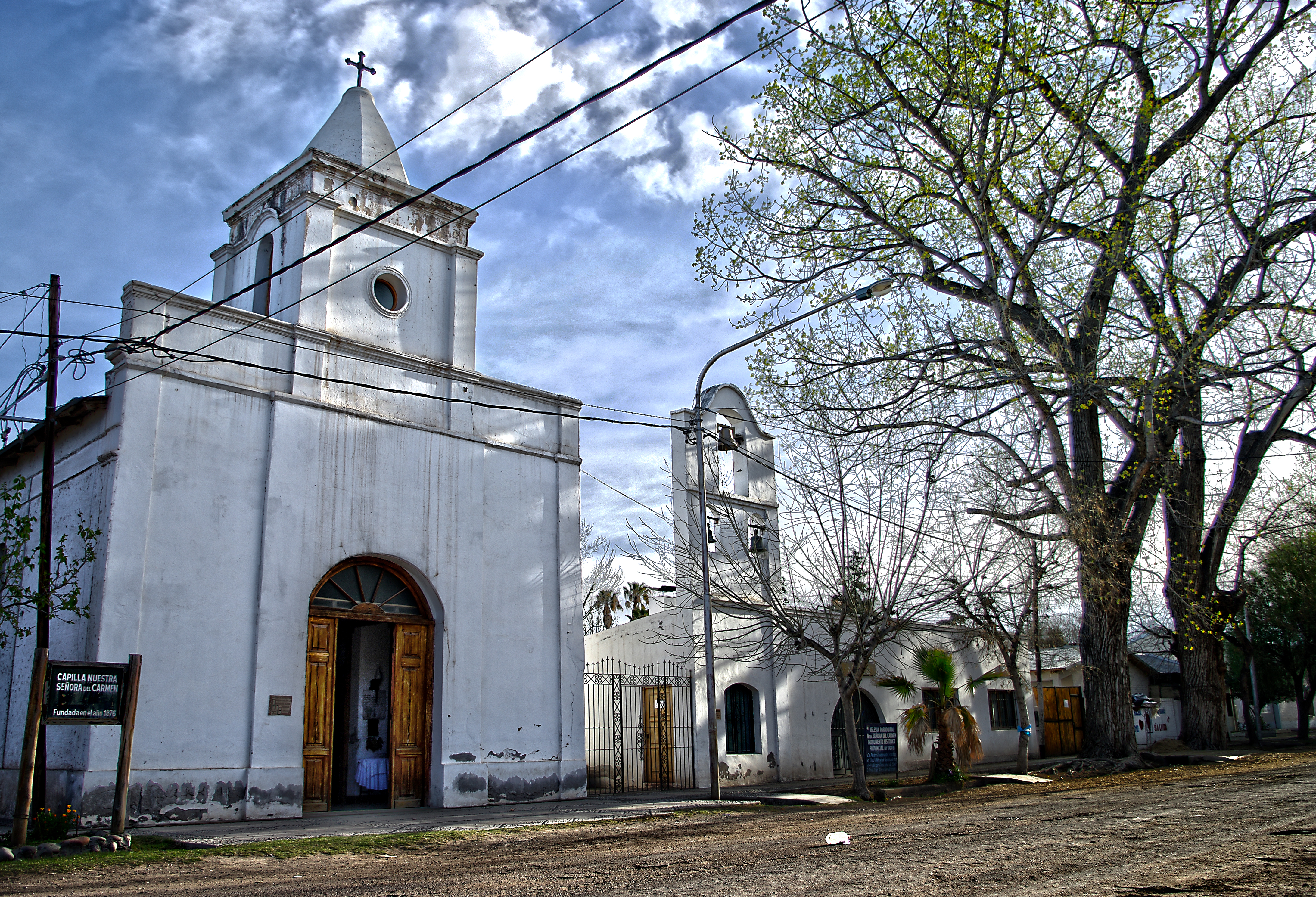
Parroquia Nuestra Señora del Carmen de Villa Veinticinco de Mayo
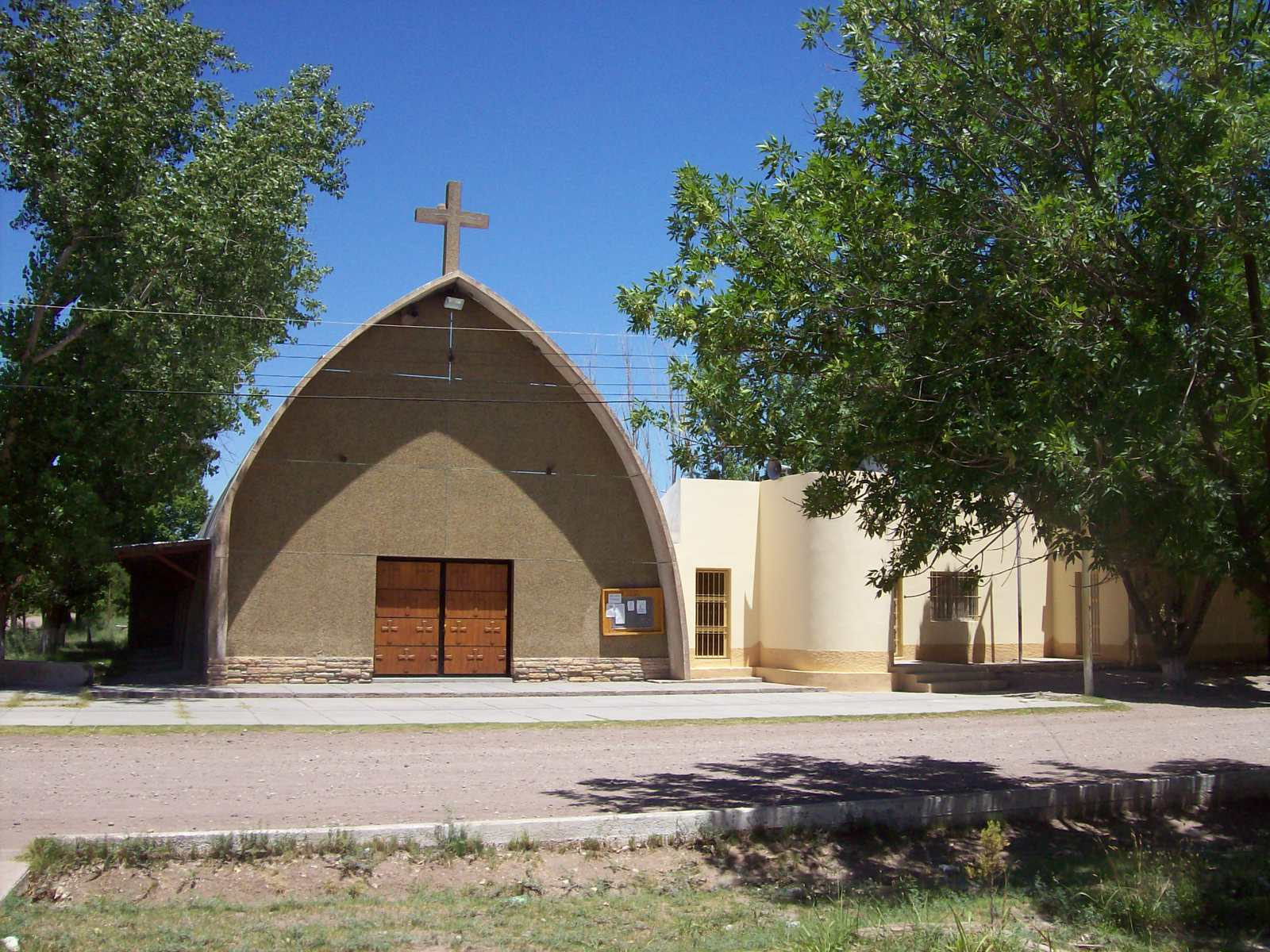
Parroquia San Francisco de Asís de Real del Padre